# The Wedding Guest
The Wedding Guest é um curta-metragem norte-americano de 1916, do gênero drama, dirigido por Jacques Jaccard e estrelado por Harry Carey.

## Elenco
- Harry Carey
- William Canfield
- Hoot Gibson
- Olive Carey creditado como Olive Fuller Golden
- Joe Rickson
- Peggy Coudray